# Ornella Bertorotta
Ornella Bertorotta (nascida em 25 de agosto de 1967) é uma política italiana do Movimento Cinco Estrelas. Ela fez parte do Senado italiano na XVII Legislatura até 2018, após ter sido eleita nas eleições gerais italianas de 2013.